# Episodi di Im Namen des Gesetzes (nona stagione)
La nona stagione della serie televisiva Im Namen des Gesetzes è stata trasmessa in anteprima in Germania dalla RTL Television tra il 12 febbraio 2002 e il 4 marzo 2003.
| nº | Titolo originale       | Titolo italiano | Prima TV Germania | Prima TV Italia |
| -- | ---------------------- | --------------- | ----------------- | --------------- |
| 1  | Verhängnisvolle Affäre | inedito         | 12 febbraio 2002  | inedito         |
| 2  | Schocktherapie         | inedito         | 19 febbraio 2002  | inedito         |
| 3  | Schmutzige Geschäfte   | inedito         | 26 febbraio 2002  | inedito         |
| 4  | Das Attentat           | inedito         | 5 marzo 2002      | inedito         |
| 5  | Tödliches Mandat       | inedito         | 24 settembre 2002 | inedito         |
| 6  | Brautraub              | inedito         | 1º ottobre 2002   | inedito         |
| 7  | Anschlag bei Nacht     | inedito         | 15 ottobre 2002   | inedito         |
| 8  | Die Schande            | inedito         | 22 ottobre 2002   | inedito         |
| 9  | Tod am Telefon         | inedito         | 29 ottobre 2002   | inedito         |
| 10 | Das Zweite Gesicht     | inedito         | 12 novembre 2002  | inedito         |
| 11 | Rabenkind              | inedito         | 19 novembre 2002  | inedito         |
| 12 | Geschäft mit dem Tod   | inedito         | 7 gennaio 2003    | inedito         |
| 13 | Dunkles Erbe           | inedito         | 21 gennaio 2003   | inedito         |
| 14 | Manöverspiel           | inedito         | 28 gennaio 2003   | inedito         |
| 15 | Todesfahrt             | inedito         | 4 febbraio 2003   | inedito         |
| 16 | Kinder des Satans      | inedito         | 11 febbraio 2003  | inedito         |
| 17 | Doppelt hält besser    | inedito         | 4 marzo 2003      | inedito         |